# Jorge Casahonda Castillo
Jorge Casahonda Castillo (1897 - 1969) fue un profesor y dirigente mexicano.
Hizo importantes aportaciones a la educación primaria de México 

## Historia
Nació el 23 de febrero de 1897 en Tuxtla Gutiérrez, Chiapas. Sus padres fueron Jorge Casahonda Uribe y  Nicolasa Castillo. Realizó sus estudios de educación primaria, secundaria y preparatoria en su ciudad natal y la carrera de maestro la realizó en la Escuela Normal Mixta en el Distrito Federal, hizo importantes aportaciones a la educación primaria de México durante su carrera magisterial. Participó activamente en el movimiento civilista que en 1920 se opuso a que en el estado de Chiapas gobernara un militar. Acaeció el 16 de noviembre de 1969, fue inhumado en el Panteón Español, con acompañamiento de cientos de personas, alumnos, maestros, funcionarios de la SEP y familiares.
Carrera magisterial.
El 11 de febrero de 1922 fue nombrado Maestro Modelo n.º 178 de Escuela Elemental, por la SEP, de la que era entonces titular José Vasconcelos, a fin de que trabajase en las escuelas del Distrito Federal. 
Más tarde se le designó maestro de grupo y en febrero de 1933, por dictamen escalafonario, director de escuela, puesto que desempeñó siempre con diligencia y con verdadero tino. El Ing. Aarón Merino Fernández, Oficial Mayor, lo nombró en 1947 Inspector de Zona Escolar en el D. F., puesto que desempeñó con acierto. En 1941 se le comisionó para hacer un estudio del estado que guardaba la educación en la República de Chile.
Durante su gestión en la Jefatura del Departamento de Enseñanza Primaria y Normal se elaboraron nuevos programas de primaria, así como la formulación de un anteproyecto de Decreto para crear la Orden "Maestro Altamirano", cuya condecoración es ahora conferida anualmente a determinado número de maestros distinguidos, en recompensa y estímulo a su labor docente. 
Asistió al Primer Congreso Internacional Americano de Maestros que se celebró en La Habana, Cuba, en septiembre de 1939, cuando desempeñaba el cargo de director general de Enseñanza Rural y debido a la participación sindical que en forma destacada tuvo, por aquella época, en el magisterio. 
En marzo de 1954 se le concedió por tiempo ilimitado el puesto de inspector general de Sector, cargo que alternaba como catedrático en la Escuela Nacional de Maestros, en la especialidad de Técnica de la Enseñanza. Desempeñó algún tiempo el cargo de Presidente Árbitro de la H. Comisión de Escalafón durante la gestión del Secretario José Ángel Ceniceros. El 1 de enero de 1961 al dividirse la Dirección General de Primarias en cuatro de igual categoría, fue designado director general de la n.º 2 y en 1967 trasladado a la n.º 3, puesto que desempeñó hasta su fallecimiento.  
Participación Política.
En 1920, durante la crisis política que sufrió el gobierno de Carranza en Chiapas se vivía un descontento particular producto de la mala administración del gobernador militar Villanueva, por lo que el presidente buscó un acuerdo para lograr la pacificación. Convocó a elecciones para que los chiapanecos eligieran a su gobernante.
Mientras el “Partido Liberal” sostuvo la candidatura de Villanueva; el “Club Liberal Joaquin Miguel Gutierrez” apoyó al general Carlos A. Vidal (Obregonista) y. a su vez, un grupo de jóvenes chiapanecos formó “El Club Civilista Chiapeneco” encabezado por el poeta Santiago Serrano, este club tenía como objetivo principal que el estado no fuera gobernado por un Militar, y lanzaron como candidato a gobernador Chiapas a Virgilio Figueroa.
Los diversos partidos fundaron algunos periódicos para organizar las campañas y con el fin de dar a conocer sus programas políticos; algunos de estos fueron El criterio, El Iris de Chiapas, La Patria Chica y El Civilista.
El Profesor Jorge Casahonda Castillo era jefe de redacción de “El Civilista”, en el segundo ejemplar explica bajo el título “La primera cosecha” porque un jefe militar no tenía las cualidades para alcanzar un pacto de unión en Chiapas.
Sin embargo, las elecciones no se concretaron, el gobernador interino nombrado por Carranza Alejo G. González se unió al Plan de Agua Prieta, las fuerzas obregonistas se consolidaron contra el Presidente Carranza.